# ঙ
Cette page contient des caractères spéciaux ou non latins. S’ils s’affichent mal (▯, ?, etc.), consultez la page d’aide Unicode.
ঙ, appelé ngô et transcrit ng, est une consonne de l’alphasyllabaire bengali.

## Représentations informatiques
Ses caractères Unicode sont :
| formes | représentations | chaînes de caractères | points de code | descriptions                               |
| ------ | --------------- | --------------------- | -------------- | ------------------------------------------ |
| pleine | ঙ               | ঙ                     | U+0999         | lettre bengali nga                         |
| morte  | ঙ্               | ঙ◌্                    | U+0999 U+09CD  | lettre bengali nga, symbole bengali virama |